# Godziny szczytu 2 (ścieżka dźwiękowa)
Def Jam's Godziny szczytu 2: Soundtrack – ścieżka dźwiękowa do filmu Godziny szczytu 2 wydana 21 lipca 2001 nakładem Def Jam Recordings.

## Lista utworów
1. "Area Codes"- 3:43 (Ludacris i Nate Dogg)
2. "Mine, Mine, Mine"- 3:41 (Montell Jordan)
3. "Party & Bullshit"- 3:11 (Method Man i T.R.)
4. "No"- 4:24 (Kandice Love)
5. "He's Back"- 3:48 (Keith Murray)
6. "Love Again"- 4:11 (Dru Hill, Jazz i Jill Scott)
7. "Keep It Real (Tell Me)"- 4:34 (Musiq Soulchild i Redman)
8. "Crazy Girl"- 3:57 (LL Cool J i Mashonda)
9. "How It's Gonna Be"- 3:40 (Lovher)
10. "Paper Trippin'"- 4:03 (WC i Nate Dogg)
11. "You Make Me Laugh"- 3:37 (Christina Milian)
12. "Mercedes Benz"- 3:51 (Say Yes)
13. "Blow My Whistle"- 4:06 (Hikaru Utada i Foxy Brown)
14. "Figadoh"- 4:03 (Scarface, Snoop Dogg i Benzino)
15. "I'm Sorry"- 5:06 (3rd Storee)
16. "Brollic"- 2:29 (FT)
17. "The World Is Yours"- 4:12 (Macy Gray i Slick Rick)